# Maharajas de Valkha
Les Maharajas de Valkha appartenaient à une dynastie du centre de l'Inde qui régnait dans la région historique de Valkha (la région entourant l'actuel district de Khargone). Ils sont connus grâce à plusieurs inscriptions datées des années 38 à 134 d’une époque calendaire (en) non précisée. Sur la base de l'identification de cette époque avec l'ère Gupta, ils auraient présidé aux IVe et Ve siècles de notre ère. Ces dirigeants de Valkha étaient probablement des vassaux des empereurs Gupta.

## Territoire
Le territoire central des dirigeants Valkha était situé le long de la rivière Narmada, à proximité de l'actuel district de Khargone (West Nimar), en Madhya Pradesh. En 1982, une réserve de 27 inscriptions de dirigeants de la dynastie a été découverte dans la colonie des adivasis Risawala, à la périphérie de la ville de Bagh, dans le district de Dhar. Cela suggère que le nom Bagh est dérivé de Valkha. Les inscriptions de la dynastie ont également été découvertes à Indore et à Shirpur (en).

## Datation
Les inscriptions des dirigeants Valkha sont datées des années 38 à 134 d'une époque calendaire (en) non précisée. Les dirigeants sont intitulés Maharaja (« grand roi ») et décrits comme méditant aux pieds du Parama-bhattaraka (« suzerain suprême »). Certains historiens, tels que Dineshchandra Sircar (en) et Ramesh Chandra Majumdar, ont émis l’hypothèse selon laquelle les maharajas de Valkha étaient des subordonnés des empereurs Gupta, qui étaient les seigneurs de l’Inde du Nord. Selon ces spécialistes, l'ère du calendrier utilisée dans les inscriptions Valkha est l'ère Gupta, qui commence à partir de 319 de notre ère.
D'autre part, Vasudev Vishnu Mirashi (en) a suggéré que l'ère du calendrier utilisée dans les inscriptions Valkha était celle de l'Ère Kalachuri (en) à partir de 249 de notre ère. Il a également identifié l'emplacement de Valkha comme étant Waghali (en) dans le Maharashtra actuel.

## Histoire
Bhulunda, le nom du plus ancien dirigeant connu de la dynastie, ne semble pas être un nom sanscrit. Les derniers dirigeants de la dynastie portent des noms sanscrits et les inscriptions ne mentionnent pas les relations entre les différents dirigeants. Selon une théorie, Bhulunda était un chef de tribu (non indo-aryen), nommé gouverneur par l'empereur Samudragupta ; les derniers gouverneurs féodaux étaient d'origine indo-aryenne. Une autre théorie est que les quatre gouverneurs ultérieurs étaient des descendants de Bhulunda et ont adopté des noms sanskritisés.
Toutes les inscriptions font état de concessions de terres à des brahmanes, à des groupes de brahmanes (appelés Chaturvaidya-Samooha) ou à des divinités du temple. Cela a conduit à des suggestions selon lesquelles les empereurs Gupta auraient tenté de brahmaniser ce qui était alors une zone tribale du centre de l'Inde. Une des inscriptions enregistre une subvention à la divinité Bappa Pishacha-deva, qui était probablement un esprit maléfique (pishacha) adoré par les tribus locales.
Les inscriptions de Bhulunda sont datées d'entre les années 38 et 59 (358 à 379 de notre ère, en supposant l'ère Gupta). Après lui, Valkha fut gouverné par Svamidasa, Rudradasa, Bhattaraka et Nagabhatta. Les inscriptions de ces quatre souverains sont datées d'entre 63 et 134 (383 à 454 de notre ère).
Après Nagabhatta, le souverain connu suivant de la région est le Maharaja Subandhu de Mahishmati. Son inscription aux grottes de Bagh est datée de 167 (486 de notre ère, en supposant l’ère Gupta),. L'historien Walter M. Spink a identifié Subandhu comme étant le prince Vishruta mentionné dans Dashakumaracharita (en). Selon sa théorie, Subandhu ou Vishruta était un prince de Gupta, qui fonda la dynastie connue plus tard sous le nom de Kalachuri,.

## Les souverains
Les maharajas de Valkha attestés par des preuves épigraphiques sont les suivants:
- Bhuluṇḍa
- Svāmidāsa
- Rudradāsa
- Bhaṭṭāraka
- Nāgabhaṭṭa